# Dieter Henrich (Philosoph)

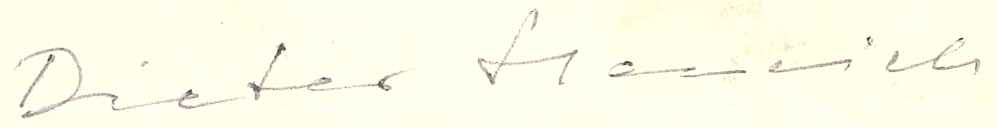
Unterschrift Henrichs

Dieter Henrich (* 5. Januar 1927 in Marburg; † 17. Dezember 2022 in München) war ein deutscher Philosoph. Insbesondere seine umfangreichen Studien zum Deutschen Idealismus und seine systematischen Analysen der Subjektivität haben philosophische Debatten in Deutschland geprägt. Eine Reihe seiner weit über zweihundert Publikationen wurde in andere Sprachen übersetzt.

## Leben
Dieter Henrich wurde als Sohn von Hans Harry Henrich und seiner Frau Frieda, geb. Blum, in Marburg/Lahn geboren. Nach dem frühen Tod dreier Brüder wuchs er als Einzelkind in einer protestantischen, gut situierten Familie auf. Sein Vater starb an einer Lungenembolie, als Henrich elf Jahre alt war.
Am 7. Februar 1944 beantragte Henrich die Aufnahme in die NSDAP und wurde zum 20. April desselben Jahres aufgenommen (Mitgliedsnummer 10.141.305). Nach seinem Abitur 1946 am humanistischen Gymnasium Philippinum in Marburg studierte er von 1946 bis 1950 Philosophie, Geschichte und Soziologie in Marburg, Frankfurt und Heidelberg. Im Jahre 1950 wurde er bei Hans-Georg Gadamer an der Ruprecht-Karls-Universität Heidelberg mit einer Arbeit über Die Einheit der Wissenschaftslehre Max Webers zum Dr. phil. promoviert, die 1952 veröffentlicht wurde. In Heidelberg leitete er das Collegium Academicum.
Henrichs Habilitation erfolgte 1956 mit der Schrift Selbstbewusstsein und Sittlichkeit. Anschließend lehrte er an verschiedenen Universitäten. Im Jahre 1960 wurde er ordentlicher Professor in Berlin, 1965 dann in Heidelberg.
1968 wurde ihm eine Professur an der Columbia University angeboten, die er ablehnte. Stattdessen nahm er in den USA ständige Gastprofessuren an: von 1968 bis 1972 an der Columbia University, von 1973 bis 1986 an der Harvard University. Zudem hatte er Gastprofessuren an der Universität Tokio, University of Michigan und der Yale University inne.
Im Jahre 1975 heiratete er Bettina Henrich, geb. von Eckardt (* 1947), mit der er zwei Töchter hatte. 
Während seiner Jahre in den Vereinigten Staaten kam Henrich in engen Kontakt mit vielen herausragenden analytischen Philosophen wie Roderick M. Chisholm (den er später nach Heidelberg einlud), Willard van Orman Quine, Hilary Putnam und Donald Davidson.
1981 nahm er eine Berufung an die Ludwig-Maximilians-Universität München an, wo er bis zu seiner Emeritierung 1994 Ordinarius für Philosophie war. 1984 wurde er als ordentliches Mitglied in die Bayerische Akademie der Wissenschaften gewählt, wo ihm 1987 die Leitung der Kommission für die Herausgabe der Schriften von Friedrich Heinrich Jacobi übertragen wurde.
Nach seiner Emeritierung an der LMU im Jahre 1994 leitete er weiterhin die Forschungsstelle Klassische Deutsche Philosophie. Seit 1997 war er Honorarprofessor der Humboldt-Universität zu Berlin. Darüber hinaus war Henrich unter anderem seit 1993 Ehrenmitglied der American Academy of Arts and Sciences, seit 1969 Mitglied im Comité directeur der Internationalen Gesellschaft für Philosophie. 1970 wurde er Präsident der Internationalen Hegel-Vereinigung, die Gadamer 1962 gegründet hatte, um der zu jener Zeit noch streng marxistisch-leninistisch orientierten Hegel-Gesellschaft eine Alternative gegenüberzustellen.

## Werk
Während sich Henrich in seiner Dissertation noch mit Max Webers Wissenschaftstheorie und Wertlehre beschäftigte, konzentrierte er sich danach vor allem auf die Erforschung der Philosophie des Deutschen Idealismus. Die zentralen Personen seiner historischen Analysen waren dabei Immanuel Kant, Johann Gottlieb Fichte, Friedrich Wilhelm Joseph Schelling, Georg Wilhelm Friedrich Hegel und Friedrich Hölderlin.
Henrichs historisches Interesse war dabei stets verbunden mit einem systematischen Interesse an der Frage der Möglichkeit der Metaphysik als philosophischer Hauptdisziplin. Im Rahmen seiner Auseinandersetzung mit der Philosophie des Deutschen Idealismus entwickelte er eigene Ansätze zum Phänomen des Selbstbewusstseins, dem Absoluten, Fragen der Ethik und der Theorie der Kunst.
Henrich äußerte sich auch regelmäßig zu aktuellen politischen Themen. So setzte er sich nach dem Mauerfall mit den Essays Eine Republik Deutschland (1990) und in Nach dem Ende der Teilung (1993) mit dem Problem einer deutschen Identität auseinander und warb für die Einheit.

### Philosophie des Selbstbewusstseins
Das zentrale Thema in Henrichs Werk ist die Erforschung des Phänomens des Selbstbewusstseins.:19–62
Er begründete mit seinen programmatischen philosophischen Arbeiten zusammen mit seinen Schülern Manfred Frank, Konrad Cramer und Ulrich Pothast die von Ernst Tugendhat so genannte „Heidelberger Schule“ des Selbstbewusstseins.:10,53

#### Kritik an den bestehenden Selbstbewusstseinstheorien
Henrich unterscheidet egologische und nicht-egologische Selbstbewusstseinstheorien. Die egologischen Theorien erklären das  Selbstbewusstsein als Produkt oder als Vollzug von Reflexionen eines Ego. Zu ihren Vertretern zählt Henrich die Anhänger des klassischen „Reflexionsmodells“: Descartes, Locke, Leibniz, Hume, Rousseau und Hegel, aber auch Fichte, der das von Henrich so genannte „Produktionsmodell“ des Selbstbewusstseins entwickelte. Nicht-egologische Theorien konzipieren das Selbstbewusstsein dagegen als ein subjektloses Phänomen. Henrich zählt dazu die phänomenologischen Theorien von Brentano, Schmalenbach und Sartre.

##### Kritik egologischer Theorien

###### Reflexionsmodell
In seiner ursprünglich 1966 in einer Festschrift für Wolfgang Cramer erschienenen Abhandlung Fichtes ursprüngliche Einsicht setzt sich Henrich erstmals eingehend mit dem Problem des Selbstbewusstseins auseinander. Sein Ausgangspunkt ist die Kritik Fichtes am klassischen Reflexionsmodell, der er sich weitgehend anschließt. Fichte ist für Henrich der erste Philosoph, der die Struktur des Selbstbewusstseins zum Gegenstand seiner philosophischen Reflexion gemacht hat.:7
Das Reflexionsmodell erkläre das Selbstbewusstsein als Ergebnis eines reflexiven Akts auf der Basis einer Subjekt-Objekt-Beziehung. Doch um sich auf sich selbst zurückwenden zu können, müsse das Selbst wissen, worauf es sich bezieht. Es müsse also bereits Selbstwissen und damit Selbstbewusstsein besitzen, wenn es sich reflexiv verhalten will. Damit gerät das Reflexionsmodell – so Fichte und mit ihm Henrich – in einen „Zirkel“:14. Dadurch werde aber das Selbstbewusstsein nicht nur nicht erklärt, sondern „es gibt demzufolge gar kein Bewußtsein“:14.

###### Produktionsmodell
Das Gegen-Konzept Fichtes zum Reflexionsmodell geht nach Henrich dagegen von einem Setzungsakt des Ichs aus, wodurch das Entgegengesetzte, das Nicht-Ich, gesetzt wird und das Ich Wissen von sich bzw. dem Selbstbewusstsein hat. Henrich nennt daher Fichtes Modell eine „Theorie des Wissens als Produktion“:18, Anm. 9. Die Begründung des Selbstbewusstseins durch den Setzungsakt eines bereits vorliegenden Selbst sei jedoch ebenfalls zirkulär. Das Wissen von sich, das das Ich durch seinen Setzungsakt erhält, impliziere entweder, dass das Ich entweder bereits ein Wissen von sich voraussetzt, um sich mit sich selbst identifizieren zu können, oder es komme zu keiner Identifikation, falls ein solches Wissen noch nicht besteht.

##### Kritik nicht-egologischer Theorien
Nicht-egologische Theorien fassen nach Henrich das Selbstbewusstsein als ein subjektloses Phänomen auf. Sie gehen davon aus, dass das Selbstbewusstsein ohne Anwesenheit eines Ego bzw. Subjekts zustande kommt. Das Bewusstsein wird als „eine Relation von jeweils einzelnen Inhalten oder Daten zu sich selbst“ konzipiert.:261 Das Selbstbewusstsein entstehe dabei ohne reflexive Zuwendung eines Ichs, als ein objektiver Prozess individueller Bewusstseins-Elemente.
Henrich kritisiert an den nicht-egologischen Theorien, dass sie den Sachverhalt des Bewusstseins letztlich nicht erklären können. Im Bewusstsein finde sich immer ein Akteur, dessen Aktivität das Selbstbewusstsein erzeugt: „Bewusstsein ist nämlich immer Gewahren einer Relation zwischen verschiedenen Gegebenheiten. Ohne dass sich eine von der anderen abhebt, tritt Bewusstsein faktisch niemals auf. Das macht seine synthetische Struktur aus, die vor allem von Kant theoretisch ausgebeutet wurde“:262.

#### Entwicklung einer eigenen Theorie des Selbstbewusstseins

##### Beziehungsfreies Selbstbewusstsein
In seinem 1970 erschienenen Aufsatz Selbstbewusstsein. Kritische Einleitung in eine Theorie entwickelt Henrich gegen die traditionellen Konzepte das Modell eines beziehungsfreien Selbstbewusstseins.  Er geht aus von der täglichen Erfahrung mit dem Phänomen des Selbstbewusstseins, in der es nur durch seine Wirkung in Erscheinung tritt. Das Selbstbewusstsein kann nicht an sich erfahren werden, da es kein isoliertes Phänomen ist, sondern nur durch einen anderen Sachverhalt, der vom Selbstbewusstsein ermöglicht wurde.
Das Selbstbewusstsein ist nach Henrich präreflexiv, weil es vor jedem Reflexionsakt schon da ist. Es ist zugleich die Voraussetzung aller unserer theoretischen und praktischen Aktivitäten. Henrich betont den Aspekt der unmittelbaren Vertrautheit mit unserem Selbstbewusstsein. Diese übertrifft die Vertrautheit, die wir mit allen anderen Sachverhalten haben: „Die Vertrautheit mit Bewusstsein kann überhaupt nicht als Resultat eines Unternehmens verstanden werden. Sie liegt ja schon vor, wenn Bewusstsein eintritt. Und niemand wird sagen, er habe in der Weise versucht, zu Bewusstsein zu kommen, in der er sich um Introspektion, Reflexion und Beobachtung bemühen kann“:271.
Da das Selbstbewusstsein schon immer und unmittelbar gegeben ist, hat es für Henrich einen „ich-losen“:282 Charakter. Es ist „anonym und keinesfalls Eigentum oder Leistung des Selbst“:279. Implizit gehört das Selbstbewusstsein aber immer schon zu einem Ich und kann von diesem expliziert werden, um eine objektive Erfahrung zu bilden.

##### Bewusstsein, Selbstsein, reflexives Wissen
In seinem lange Zeit unpublizierten Text Selbstsein und Bewusstsein von 1971 korrigiert Henrich noch einmal seine Selbstbewusstseinskonzeption. Er erklärt darin das Zustandekommen des Selbstbewusstseins als Resultat objektiv neuronaler Prozesse: „Wenn aber, was offenbar scheint, Gehirnstruktur und Bewusstseinsstruktur aufeinander beziehbar bleiben müssen, so kann keine Rede mehr sein von einem Selbst oder einer Person, das oder die in Beziehung auf das Bewusstsein bestünde. Das Gehirn hat in ihm selbst keinen Eigentümer. Es fungiert. Wohl aber kann gesagt werden, dass in seinem Fungieren etwas geschieht, das mit dem korrespondiert, was ‚Bewusstsein‘ genannt wird“:12.
Henrich führt drei Elemente des Selbstbewusstseins an: „Bewusstsein“, „Selbstsein“ und den „formalen Selbstbezug im Wissen“:6. Diese drei Elemente sind zwar grundsätzlich getrennt, wirken aber in einem Prozess zusammen. Das Bewusstsein versteht Henrich als ich-losen „Raum“:11, „in dem etwas auftaucht“:5. Im Bewusstsein finden dann Aktivitäten statt, die sich als Ereignisse, Ereigniskomplexe oder Prozesse äußern können. Diese Aktivitäten führen zu einem grundsätzlichen Wandel im Bewusstsein: das präreflexive und anonyme Bewusstsein wird zu einem reflexiven Bewusstsein. Henrich nennt diese artikulierende Aktivität „Selbstsein“.
Die Beziehung zwischen dem Bewusstsein und dem Selbstsein stellt Henrich durch ein drittes Element des Selbstbewusstseins her, das in der formalen Selbstbeziehung im Wissen besteht. Diese Selbstbeziehung können wir letztlich nicht mehr „weiter explizieren“:2, sie bleibt für Henrich im Dunkeln. Diesen Aspekt betont er später noch einmal in seinem Aufsatz Dunkelheit und Vergewisserung, in dem er explizit die Unmöglichkeit hervorhebt, die Grundstruktur des Selbstbewusstseins zu erschließen: „Wir wissen in vollkommener, unübersteigbarer Klarheit, DASS wir sind, und in einem Sinn, der genauer einzugrenzen wäre, auch WER wir sind. Wir wissen aber nichts über den Ursprung und die innere Möglichkeit solchen Wissens, also nichts über irgendwelche Funktionen, über die sich solches Selbst-Wissen ausbildet. Die Bedingungen und die Weise des Eintretens von Selbstverhältnis sind innerhalb des Grundverhältnisses schlechtweg im Dunkeln“:41. Henrich sieht darin Ähnlichkeiten seiner Gedanken mit der Philosophie des Ostens.

##### Das Sein als der Grund des Selbstbewusstseins
Um eine philosophische Begründung für die Unmittelbarkeit und die Undenkbarkeit des Selbstbewusstseins zu finden, wendet sich Henrich zunächst der Philosophie des Ostens und der Mystik zu. Mit der Mystik sei es möglich, „eine Beschreibung der Welt als ganzer zu gewinnen“:36ff..
Sein weiteres Interesse gilt dann aber nicht der Mystik, sondern der Philosophie Hölderlins. Den Ausgangspunkt bietet eine zweiseitige Notiz Hölderlins mit dem Titel Urtheil und Seyn. Henrich schließt sich der Auffassung Hölderlins an, dass dem Bewusstsein ein Grund vorausliegen müsse, der nicht selbst die Verfassung von Bewusstsein hat.
Das Selbstbewusstsein hat für Henrich im Anschluss an Hölderlin die Struktur, dass sich ein Ich-Subjekt auf ein Ich-Objekt bezieht. In dieser Differenz bleibt das Selbstbewusstsein dennoch mit sich identisch. Die Identität und die Differenz von Ich-Subjekt und Ich-Objekt müssen als „Produkt der Teilung einer vorgängigen Einheit“ gedacht werden. Diese Einheit ist für Hölderlin und Henrich das Sein.:56 Das Sein ist als der Grund des Selbstbewusstseins und des Denkens selbst undenkbar. Es manifestiert sich im Selbstbewusstsein, ist aber selbst ich-los und setzt kein Subjekt voraus.

##### All-Einheitsontologie
Henrich entwickelt nun aus seinem neuen Ansatz des Seins als Ursprung des Selbstbewusstseins eine „All-Einheitsontologie“.
Diese soll aus einer umfassenden Perspektive die Realität als Ganzes beschreiben. Das Bedürfnis danach kommt nach Henrich aus dem Wesen des Menschen selbst. Die Menschen wollen sich ihrer selbst vergewissern, was innerhalb ihrer alltäglichen, reduzierten Erfahrungen nicht erreicht werden kann. Wir kommen nicht umhin, „die Welt als Ganze zu denken und aus diesem Gedanken die uns vertraute Wirklichkeit zu verstehen“:208.
Die Einheit der Welt ist mit unserer bewussten Selbstbeziehung verflochten. Das Subjekt fungiert dabei als „das Zentrum aller Zuschreibung überhaupt, sowohl zur Person als auch zu irgendeinem anderen Einzelnen in der Welt“:208.
Das Ziel der All-Einheitsontologie ist es, ein bewusstes Leben zu führen, das heißt, sich nicht den Antrieben, die gerade dominieren, und den Nötigungen des Alltags zu überlassen.

### Philosophiegeschichtliche Arbeiten

#### Konstellationsforschung
In seinen historischen Arbeiten zur Philosophie des Deutschen Idealismus verwendet Henrich die Methode der  „Konstellationsforschung“. Es geht ihm nicht in erster Linie um die Entwicklung der Gedanken eines einzelnen Denkers, sondern um die relevanten Konstellationen des Denkraums, in dem die philosophischen Gedanken entstanden sind. Dabei berücksichtigt er neben den philosophischen Werken der untersuchten Personen auch ihre Briefe und die in ihrem Umfeld geführten Diskussionen und Gespräche. Henrich unterscheidet zwei Arten von Konstellationen: „zum einen die Konstellation zwischen den Begriff- und Systembildungen der großen Theorien und zum anderen die Konstellationen des philosophischen Gesprächs, die für die Ausbildung der Systeme nach Kant und Fichte und wohl auch für Fichtes eigenen Weg in Jena und über Jena hinaus eine nicht ignorable Bedeutung gehabt habe“:42.
Eines der wichtigsten Ergebnisse dieser Forschung ist die Entdeckung der Rolle Hölderlins in der Entwicklung der nachkantischen Philosophie.:42

#### Grundlegung aus dem Ich
Im Kant-Jahr 2004 veröffentlichte Henrich sein historisches Hauptwerk Grundlegung aus dem Ich, in dem er die Genese des Deutschen Idealismus rekonstruierte. Das Werk ist das Ergebnis einer jahrzehntelangen Recherche zu den von ihm entdeckten Papieren des Tübinger Kantianers Immanuel Carl Diez. Henrichs Leitfrage ist, wie es dazu kam, dass sich schon kurz nach dem Erscheinen von Kants Hauptwerken eine neue philosophische Bewegung bilden konnte. Er untersucht dabei die Rolle einer Reihe von bedeutenden, aber weniger bekannten Gestalten, die dem eigentlichen Idealismus vorausgingen: Johann Benjamin Erhard, Friedrich Gottlieb Süskind, Friedrich Immanuel Niethammer und vor allem Immanuel Carl Diez, der am Tübinger Stift Hölderlin und Hegel zu seinen Zuhörern zählte.

#### Werke im Werden
In Werke im Werden (2011) untersucht Henrich die Entstehung von philosophischen Konzeptionen.
Sein Ziel ist es, wesentliche Züge des Werdens von „Hauptwerken“ der Philosophie herauszuarbeiten. Diese müssen nach Henrich folgende Kriterien erfüllen:
1. Sie haben ihren Ursprung in einer plötzlichen, sich einmalig im Leben einstellenden philosophischen Einsicht.
2. Die philosophische Einsicht mündet in eine „philosophische Konzeption“, die für das weitere Leben des Autors relevant ist.
3. Die Konzeption ist von einem Gestaltungsplan getragen (z. B. als Gerichtsprozess in Kants Kritik der reinen Vernunft).
4. Das Werk verändert „die Horizonte des Denkens“ in seiner Zeit[21]:47 und darüber hinaus.

Als Beispiele für solche „Hauptwerke“ nennt Henrich Descartes’ Meditationen, Spinozas Ethik, Kants Kritik der reinen Vernunft, Hegels Phänomenologie des Geistes, Hobbes’ Leviathan, Heideggers Sein und Zeit sowie Wittgensteins Philosophische Untersuchungen.
Philosophischen Einsichten geht die Erfahrung eines Defizits und anhaltendes Nachdenken darüber voraus. Die gewonnene Einsicht muss sich dann bewähren und einem Prozess anhaltender Begründung unterzogen werden, will sie über den Status dessen hinausgehen, was Henrich „Sekundenphilosophie“ nennt.:21. Philosophische Einsichten gelingen nach Henrich zumeist „in jüngeren Jahren des Lebens“:63. Wer sie einmal gewonnen hat, verliere meist die Offenheit für neue Entdeckungen; dieselbe Deutlichkeit lasse „sich kaum je wiedergewinnen“:69. Zumeist bedürfen Philosophen zur Herausbildung ihrer Gedanken eines „Gegenspielers“:72, denn kein großes philosophisches Werk werde so einfach „aus dem Kopf herausgewunden“:76.

## Rezeption
Henrich gilt sowohl in der englischsprachigen als auch in der kontinentalen Tradition als Hauptvertreter der heutigen Selbstbewusstseinsrenaissance.:24 Dan Zahavi charakterisierte Henrichs Beitrag zur Klärung des Selbstbewusstseins als einen der wichtigsten in der neueren deutschen Philosophie. Henrich beeinflusste mit seinen Arbeiten zum Problem des Selbstbewusstseins auch Vertreter der sprachanalytischen Philosophie wie Hector-Neri Castañeda und Roderick M. Chisholm. Er trug damit wesentlich dazu bei, die anglo-amerikanische analytische Philosophie und die kontinentale Philosophie zusammenzubringen. Seine Arbeiten bildeten den Anstoß für eine Auseinandersetzung mit dem Phänomen des Selbstbewusstseins in der Philosophie des Geistes.:24, Anm. 30
Henrichs Selbstbewusstseinskonzeption wurde von seinen Nachfolgern und jüngeren Selbstbewusstseinstheoretikern wie Ulrich Pothast, Manfred Frank und Saskia Wendel aufgenommen und weiterentwickelt. Ernst Tugendhat kritisierte hingegen in seinem Werk Selbstbewusstsein und Selbstbestimmung Henrichs Konzeption des Selbstbewusstseins. Von Jürgen Habermas wurde Henrich einer konservativen „Rückkehr zur Metaphysik“ bezichtigt.
In philosophiegeschichtlicher Hinsicht wurde Henrichs bedeutende Rolle für die Neuentdeckung der philosophischen Relevanz der Epoche des Deutschen Idealismus, vor allem der Philosophie Fichtes, hervorgehoben.:25

## Mitgliedschaften und Ämter
- 1971: Ordentliches Mitglied der Heidelberger Akademie der Wissenschaften
- 1984: Senator der Universität München
- 1984: Ordentliches Mitglied der Bayerischen Akademie der Wissenschaften
- 1989: Mitglied der Academia Europaea
- 1993: Ausländisches Ehrenmitglied der American Academy of Arts and Sciences
- 1998: Ordentliches Mitglied der Académie Internationale de Philosophie de l’Art

## Ehrungen und Auszeichnungen
- 1995: Friedrich-Hölderlin-Preis der Universität und der Universitätsstadt Tübingen
- 1999: Ehrendoktorwürde der Theologie der Westfälischen Wilhelms-Universität Münster
- 2003: Hegel-Preis der Stadt Stuttgart
- 2002: Ehrendoktorwürde der Theologie der Philipps-Universität Marburg
- 2004: Internationaler Kant-Preis der Zeit-Stiftung
- 2005: Ehrendoktorwürde der Philosophie der Universität Jena
- 2006: Deutscher Sprachpreis
- 2006: Bayerischer Maximiliansorden für Wissenschaft und Kunst
- 2008: Dr. Leopold-Lucas-Preis der Universität Tübingen
- 2008: Kuno-Fischer-Preis der Universität Heidelberg

## Schriften
- Die Einheit der Wissenschaftslehre Max Webers. Dissertation. Mohr Siebeck, Tübingen 1952, doi:10.11588/DIGLIT.52825.
- Selbstbewußtsein und Sittlichkeit. Habilitationsschrift (Schreibmaschinenskript ohne Veröffentlichung)[26], Heidelberg 1956.
- Der ontologische Gottesbeweis. Tübingen 1960.
- Fichtes ursprüngliche Einsicht. Klostermann, Frankfurt am Main 1967.
- Hegel im Kontext. Frankfurt: Suhrkamp, 1971.
- Identität und Objektivität. Heidelberg 1976.
- Fluchtlinien. Philosophische Essays. Frankfurt am Main 1982.
- Selbstverhältnisse. Gedanken und Auslegungen zu den Grundlagen der klassischen deutschen Philosophie. Stuttgart 1982.
- als Hrsg. mit Wolfgang Iser: Funktionen des Fiktiven. München 1983.
- Der Gang des Andenkens. Beobachtungen zu Hölderlins Gedicht. Stuttgart 1986.
- Ethik zum nuklearen Frieden. Frankfurt am Main: Suhrkamp, 1990. ISBN 3-518-58017-5.
- Konstellationen. Probleme und Debatten am Ursprung der idealistischen Philosophie (1789–1795). Stuttgart: Klett-Cotta, 1991. ISBN 3-608-91360-2.
- Der Grund im Bewußtsein. Untersuchungen zu Hölderlins Denken (1794/95). Stuttgart: Klett-Cotta, 1992. ISBN 3-608-91613-X (2. erw. Aufl. 2004).
- Bewußtes Leben. Untersuchungen zum Verhältnis von Subjektivität und Metaphysik, Reclam, Stuttgart 1999.
- Versuch über Kunst und Leben. Subjektivität – Weltverstehen – Kunst. München: Carl Hanser, 2001. ISBN 3-446-19857-1.
- Fixpunkte. Abhandlungen und Essays zur Theorie der Kunst. Frankfurt: Suhrkamp, 2003. ISBN 3-518-29210-2.
- Grundlegung aus dem Ich. Untersuchungen zur Vorgeschichte des Idealismus. Tübingen – Jena 1790–1794. Frankfurt: Suhrkamp, 2004. ISBN 3-518-58384-0.
- Die Philosophie im Prozeß der Kultur. Frankfurt: Suhrkamp, 2006. ISBN 978-3-518-29412-3.
- Denken und Selbstsein. Vorlesungen über Subjektivität. Frankfurt: Suhrkamp, 2007. ISBN 978-3-518-58481-1.[27]
- Endlichkeit und Sammlung des Lebens. Mohr Siebeck 2009, ISBN 978-3-16-149948-7.
- Werke im Werden. Über die Genesis philosophischer Einsichten, C.H. Beck: München, 2011. ISBN 978-3-406-60655-7.
- Sterbliche Gedanken. Der Philosoph Dieter Henrich im Gespräch mit Alexandru Bulucz, mit einem Nachwort von Alexandru Bulucz, Frankfurt am Main (Edition Faust) 2015 (= Einsichten im Dialog I). ISBN 978-3-945400-10-4.
- Sein oder Nichts. Erkundungen um Samuel Beckett und Hölderlin, C.H. Beck: München, 2016. ISBN 978-3-406-66324-6.
- Dies Ich, das viel besagt. Fichtes Einsicht nachdenken, Klostermann: Frankfurt, 2019. ISBN 978-3-465-04317-1.
- Ins Denken ziehen. Eine philosophische Autobiographie. C.H. Beck: München, 2021. ISBN 978-3-406-75642-9.
- Grundlegung aus dem Ich. Untersuchungen zur Vorgeschichte des Idealismus. Tübingen - Jena (1790-1794). Drei Bände. wbg Academic, Darmstadt 2022, ISBN 978-3-534-27590-8.
- Furcht ist nicht in der Liebe. Philosophische Betrachtungen zu einem Satz des Evangelisten Johannes. Vittorio Klostermann, Frankfurt am Main 2022, ISBN 978-3-465-03418-6, Rezension.[28]
- Ausgewählte Schriften zur Philosophie Kants. Band 1: Zur Konstitution des Systems, hrsg. von Flavio Auer, Angelika Kreß und Michael Schwingenschlögl. Klostermann, Frankfurt 2024, ISBN 978-3-465-04637-0.
- Ausgewählte Schriften zur Philosophie Kants. Band 2: Zur transzendentalen Deduktion, hrsg. von Flavio Auer, Angelika Kreß und Michael Schwingenschlögl. Klostermann, Frankfurt 2024, ISBN 978-3-465-04638-7.

## Hörbuch
- Von sich selbst wissen. Dieter Henrich erzählt über Erinnerung und Dankbarkeit. Konzeption und Regie: Alexandru Bulucz, Klaus Sander. Erzähler: Dieter Henrich, 2 CDs. Supposé, Wyk auf Föhr 2020, ISBN 978-3-86385-200-9 (Shortlist „Hörbuch des Jahres 2020“)[29]